# Baron Ward (manzana)
Baron Ward es el nombre de una variedad cultivar de manzano (Malus domestica).
Es una variedad de manzana híbrido procedente del cruce como Parental-Madre 'Dumelow's Seedling' polinizado por variedad Desconocida. Criado  en "Elton Manor", Nottingham, Inglaterra por Samuel Bradley en 1850. Exhibido por primera vez en 1859. Las frutas tienen una pulpa blanda y blanca con un sabor astringente.

## Historia
'Baron Ward' es una variedad de manzana híbrido procedente del cruce como Parental-Madre 'Dumelow's Seedling' polinizado por variedad Parental-Padre Desconocido. Criado en 1850 por Samuel Bradley en los terrenos de "Elton Manor" en Nottingham, Inglaterra (Reino Unido. Se mostró por primera vez en la reunión de mayo de 1859 de la Sociedad Pomológica Británica.
'Baron Ward' se cultiva en la National Fruit Collection con el número de accesión: 1948-031 y Accession name: Baron Ward.

## Características
'Baron Ward' tiene un tiempo de floración que comienza a partir del 7 de mayo con el 10% de floración, para el 12 de mayo tiene una floración completa (80%), y para el 19 de mayo tiene un 90% de caída de pétalos.
'Baron Ward' tiene una talla de fruto pequeño; forma redondo a ovado, altura 50.00mm, y anchura 55.00mm; con nervaduras medias; epidermis lisa y brillante, con color de fondo amarillo intenso, importancia del sobre color medio, con color del sobre color rojo lavado, con sobre color patrón rayas / chapa, presentando rayas rojas muy pálidas quebradas en la cara expuesta al sol, "russeting" (pardeamiento áspero superficial que presentan algunas variedades) muy bajo; cáliz de tamaño grande con pétalos largos y se encuentra en una cuenca angosta y poco profunda; pedúnculo es largo y delgado, colocado en una cavidad profunda en forma de embudo que a veces presenta "russeting"; carne de color blanca, tierna, crujiente y jugosa. Sabor alegre y algo astringente.
Su tiempo de recogida de cosecha se inicia a mediados de octubre. Se conserva bien durante más de tres meses en una habitación fresca manteniendo su sabor de forma segura, con un sabor ácido.

## Usos
Es una buena manzana para cocinar o para hacer jugo. Al cocinar, la manzana mantiene su forma y se vuelve amarillo limón cuando se hornea o se cocina.

## Ploidismo
Diploide, auto estéril. Para su producción necesita ser fertilizada con polen de Grupo de polinización: D, Día 12.